# 白神市
白神市（しらかみし）は、秋田県能代市と山本郡琴丘町・二ツ井町・八森町・山本町・八竜町・峰浜村の合併によって計画された市。2005年3月10日に合併協議会が解散し、計画は頓挫している。

## 経緯

### 名称決定
2001年合併協議会が発足する。当時の豊沢有兄能代市長は「能代の名前を捨ててでも、合併を成就させる」と宣言した。
2004年4月、能代山本市町村合併協議会は、一般公募で合併後の新市名を募集したが、その際、要項で「現在の市町村名以外」という条件をつけて公募した結果、近くにある「白神山地」からとった「白神○○」「○○白神」（○○には別の地名や方角など）などの応募があり、協議会での協議の結果、最終候補10案のうち4案が白神のついた名称となり、その中から「白神市」が新市名に決定した。

### 反対意見
秋田県側の世界遺産地域であった藤里町が早期にこの合併協議会から離脱していたこともあり、「白神はもともと青森県の地名」「白神山地の世界遺産登録地域が新市域には含まれていない」などの理由で青森県側の市民団体などが猛反発し、署名運動などが起こった。また、元々能代市民の間には「能代」の名称への愛着が強く、「現在の市町村名以外」という取り決め自体に対する声が多く、「白神市」に反対する複数の市民団体が結成され、これらの団体が中心となって集めた署名は住民投票の請求に必要な有権者数の約5倍に及んだ。
このため、能代市は市民に合併と新市名についての市民アンケートを実施した。この結果、合併に賛成する意見は約半数であったが、新市名の希望については「能代市」または「能代を含む名称」が70％以上である一方「白神市」または「白神を含む名称」については10％以下という結果であった。
能代市はこの市民アンケート結果を元に、新市名をアンケート結果で1位の「能代市」とするよう合併協に申し入れたが、残りの町村全てから拒否され、最終的に12月10日に合併協を離脱することを表明した。

### 合併協議会解散とその後
能代市離脱後、残る町村では新市名称は白神市としたまま合併協議を継続しようと試みたが、中心となるべき市に離脱表明された合併協議会は、2005年3月10日に解散した。
その後、下記3つの合併協議会が改めて発足し、この枠組みでの合併が決まった。なお八峰町は「南白神町」「あきた白神町」などの名称を再び候補としたがこちらにも反対の声が上がり、最終的には八森の八と峰浜の峰の字を取った八峰町に決まった。
- 能代市・二ツ井町 → 「能代市」（新設合併）
- 山本町・琴丘町・八竜町 → 「三種町」
- 八森町・峰浜村 → 「八峰町」